# Julie Chen
Pour l'actrice française, voir Julie Chen (actrice).
Julie Suzanne Chen est une personnalité de la télévision, présentatrice et productrice américaine, née le 6 janvier 1970 à New York.
Elle est présentatrice de la version américaine de la téléréalité Big Brother, depuis sa diffusion en juillet 2000 sur la chaîne CBS. Elle est également co-animatrice et modérateur du talkshow quotidien The Talk, ainsi qu'auparavant, co-présenté The Early Show sur CBS.

## Biographie

### Jeunesse et formations
Julie Chen naît le 6 janvier 1970, dans le Queens à New York. Sa mère, Wang Ling Chen, a grandi à Rangoun en Birmanie, et son père, David Chen, est né en Chine avant de fuir à Taïwan de la guerre civile chinoise,. Son grand-père maternel, Lou Gaw Tong, a grandi dans la misère en plein village rural de Penglai en Fujian et devient riche grâce à une chaîne des épiceries — et se présente polygame de neuf femmes avec qui il a onze enfants. Elle a deux sœurs, Gladys et Victoria.
Elle entreprend des études à la St. Francis Preparatory School (en), en 1987. Elle fréquente l'université du Sud de la Californie, où elle est diplômée en 1991, avec spécialisation en journalisme télédiffusé et en anglais.

## Filmographie

### Télévision

#### Série télévisées
- 2004 : Mes parrains sont magiques (The Fairly OddParents) : Starlet (voix ; saison 5, épisode 5 : The Masked Magician / The Big Bash)
- 2013-2014 : The Millers : elle-même (2 épisodes)
- 2014 : Madam Secretary : elle-même (saison 1, épisode 1 : Pilot)
- 2014 : Mon comeback (The Comeback) : elle-même (saison 2, épisode 7 : Valerie Faces the Critics)
- 2015 : NCIS : Los Angeles (NCIS: Los Angeles) : l'ambassadrice Nancy Kelly (saison 6, épisode 13 : In the Line of Duty)
- 2016 : Supergirl : elle-même (saison 1, épisode 16 : Falling)
- 2017 : Life in Pieces : Rose (saison 3, épisode 2 : Bunny Single Nightmare Drinking)
- 2018 : Jane the Virgin : elle-même (saison 4, épisode 10 : Chapter Seventy-Four)